# التجارة في قطر قديما
التجارة في قطر قديماً كانت المنطقة قديما تفتقر إلى الكثير من اللوازم اليومية، والادوات وغيرها من البضائع التي تتمتع بكثرتها وتُعرف بوفرتها مناطق أخرى مثل، بلاد الشام ومصر والعراق وغيرها، فدفع ذلك التجار بالإضافة لعدد من المقومات للنهوض بهذا القطاع ليشهد ازردهارا كبيرا في قطر.

## أهمية موقع قطر التجاري
ساعد موقع قطر الجغرافي في ملتقى خطوط الملاحة، على دعم الجانب التجاري فيها، فهي تطل على الخليج العربي، وتمر بها خطوط التجارة بين جنوب الخليج وشماله، فضلا عن الوساطة التجارية بين مناطق شرق الخليج العربي.
وقد كانت التجارة البحرية القادمة إلى ساحل الخليج من مختلف البلدان تسلك مسلك المياه القطرية، ويؤكد ذلك ما ذكره أحد الرحّالة من أن أول ما يظهر للعيان أثناء الوصول إلى الخليج هي جزائر قطر.
فضلا عن ذلك، كانت كثير من تجارة الشرق الإفريقي والموانئ في رحلاتها إلى الهند والصين تتخذ الطريق المؤدي إلى الخليج العربي، حيث تدخل إلى تغادر إلى موانئها، مثل سيراف وقطر والبحرين، وترسو فيها، وتبادل معها البضائع، ثم تغادر إلى بلاد الهند والصين، ويحدث العكس أثناء طريق عودتها.
وكان للطرق التجارية البرية أيضا دور كبير في تنشيط التجارة بين قطر ومناطق الجزيرة، وساعد على ذلك وجود كثير من الموانئ في قطر وما يجاورها، حيث كانت البضائع القادمة من البحار تُنقل برا إلى مختلف مناطق الجزيرة العربية الداخلية، وكانت القوافل تحمل إلى شواطئ الخليج ذات النشاط التجاري البري، السلع المختلفة، وتعود بعدها وقد حملت سلعاً أخرى كثيرة.
وتجدر الإشارة إلى أن الطرق التجارية، البرية والبحرية، التي ربطت سواحل شرق الجزيرة العربية عامة وشبه الجزيرة القطرية خاصة، بحضارات البلدان القديمة، كانت ذات أهمية تجارية وحضارية كبيرة، لم تقتصر على حجم البضائع ومردودها الاقتصادي فحسب، بل أنتجت حواراً حضارياً وثقافياً وعلاقات إنسانية. ومن المؤكد - كما أحسب- أن طبوغرافية المنطقة، وما يتوتر من عوامل تجارية، هي شروط رئيسية تُحدد اتجاه الطريق الذي تسلكه قوافل التجارة، مع مراعاة أن الطريق قد يتحول أحيانا تبعا لعوامل سياسية أو اقتصادية، فينتج عن ذلك ظهور مراكز تجارية واندثار أخرى. ومن الملاحظ أن كثيرا من الطرق البرية اندثرت معالمها خلال الأزمنة التاريخية التي تواصلت لأكثر من 4000عام، مما جعل التعرف على طرق التجارة أمرا صعبا، وما ذكرته بعض المصادر ما هو إلا شيء يسير، حيث اندثر كثير من الطرق، ولكن من خلال موقع المنطقة نستطيع الحكم على الأهمية التجارية، وكانت هذه هي الحال بالنسبة إلى قطر.

## شهرة قطر في مجال التجارة منذ العصور القديمة
بالعودة إلى الاكتشافات الأثرية وتقارير الأثريين، يتضح جليا دور قطر التجاري وشهرتها في عالم التجارة منذ أقدم العصور، حيث دلَّت الآثار في عدد من المواقع على أن قطر كانت على صلة تجارية مع حضارات الجزيرة العربية وبلاد الرافدين، ومع عدد من بلدان الشرق الإفريقي واليونان والرومان والهند وغيرها، وتؤكد هذه العلاقات التجارية واسعة النطاق بين قطر والبلدان الأخرى، على أنها لم تكن مجرد علاقات تجارية بسيطة، أو جرت في مدة زمنية محدودة، بل إنها علاقات عميقة مارستها قطر باحتراف.
في القرن الخامس قبل الميلاد ظهرت قطر للعيان كمركز تجاري مهم، ويؤكد ذلك إشارة المؤرخ اليوناني ((هيرودوس)) إلأى قطر، فضلا عن أن عالم الجغرافيا بطليموس ضمن خريطته (خريطة العالم العربي) ما أسماه ((قطرا))، ويُعتقد أنها إشارة إلى ((الزبارة)) القطرية التي اكتسبت شهرتها كأحد أهم الموانئ التجارية في منطقة الخليج في ذلك الوقت.
وقد ذٌكرت قطر في كتب الرحّالة، مما يدل على شهرتها في عالم التجارة منذ أزمنة، وكفى على ذلك شاهدا ما ذُكر من شهرة ((الخط))، التي كانت قطر إحدى مدنها، فضلا عن أسواقها القديمة قدم الدهر.
ونتيجة لتعدد أسواقها خُصصت أسواق لتجارات معينة، منها السوق المخصصة لتجارة الإبل، وقد استمرت في دورها التجاري طوال العصر الإسلامي حتى أصبحت في القرن العاشر الهجري/ السادس عشر الميلادي من أهم بلدان الجزيرة العربية.

## تميُّز التُّجار القطريين
كان القطريون تجارا نشيطين يعملون في نقل البضائع من البحرين وسيراف والبصرة وعُمان وإليها، فيجوبون البحار ذهابا وإيابا، وكانت لهم شهرة تجارية في بعض التجارات التي يحتكرونها.
وكما ذكرنا، فقطر وجزر البحرين تميزت بنشاط تجاري منذ القدم، وكان لتجارها دور بارز في هذه النشاط. ف ((جرها)) (Gerrha) على سبيل المثال، التي اشتهرت في عالم التجارة وكانت مركزا تجاريا في الساحل الشرقي لقطر والبحرين والأحساء، اشتهر تجارها بنشاطهم التجاري وكثرة أموالهم. وأول ذكر ل ((جراها)) ورد عند المؤرخ اليوناني ((أغاثر خيدس)) كاتب ((هركليداس)) الذي عاش في النصف الأول من القرن الثاني قبل الميلاد، وقد أشار إلى أن الجرهيين كانو أغنى الشعوب إلى جانب السبئيين، وكان لهم دور تجاري كبير، حيث سيطروا على قسم كبير من تجارة العطور والتوابل مع الهند، كما كان لهم دور في الوساطة التجارية، حيث يحملون تلك البضائع – بضائع الهند والصين- إلى البتراء، ثم يقوم النبطيون والفينيقيون بتوزيعها. ومن خلال دراسة كتب الرحلات القديمة يتضح أن الجرهيين كانوا يتجولون بتجارتهم من الخليج العربي إلى مصر واليونان، وكانوا مثل الفينيقيين والنبطيين والتدمريين واليمنيين، يملكون التجارة ويسيطرون على التجارة البحرية والبرية، والتطاعوا أن يؤسسوا الموانئ وينشئوا المصارف والمتاجر.
وذكر ((سترابون)) أن مدينة ((جراها)) تقع على خليج عميق، وقد أسسها مهاجرون كلدانيون من أهل بابل فوق أرض سبخة، وتقع على مسافة 200 اسطاديون (Stadia)، من البحر، وأهلها يتاجرون في الطيب والمر والبخور، فتحملها قوافلهم التي تسلك الطرق البرية. ويذكر ((ارسطوبولوس)) (Aristobulus) أنهم كانوا ينقلون تجارتهم في البحر إلى بابل، ثم إلى مدينة ((Thapascus)) وتعني مدينة ((الدير))، أو ((الميادين))، ومنها يُعاد نقلها بالطرق البرية إلى مختلف الأنحاء.
وأشار إلى ((جرها)) كُتّاب آخرون، عاشوا بعد ((إيراتوستينس)) صاحب خبر هذه المدينة المدوِّن في جغرافية ((سترابون))، ومنهم على سبيل المثال: ((بوليبيوس))، و ((أغاشر سيدس)) و ((أرتميدورس)) من أهل مدينة ((أفسوس)) نحو 100ق.م و ((بلينيوس)).
واختلفت الآراء حول تحديد مكانها في الخليج، حيث رأى ((شبرنكر)) أنها ((العقير))، وتُدعى ((العجير)) في لهجة الناس هناك، ويرى هذا الرأي طائفة من الباحثين، ومنهم من رأى أنها ((القطيف))، أو الخرائب المعروفة باسم ((أبو زهمول)) مع ((العقير))، وتكون هذه الخرائب الطرف النائي من ((جرها)) الذي يكون الميناء، وأطلق عليها بعضهم ((الجرعاء))، وذكر آخرون أنها ((سلوى)) الواقعة على ساحل البحر. ويرى ((كلاسر)) أن ((جرها)) ليست ((العقير)) أو ((الجرعاء))، إنما هي موضع يقع في الطرف الجنوبي الغربي من خليج ((القطن)).
تؤكد المصادر التاريخية على أهمية العمل البحثي في مجال الحفريات والاكتشافات الأثرية لسبر أغوار مثل هذه الأمور التي لم تكشف عنها الكتابات التاريخية بصورة جلية، ومهما يكن من أمر، فمن العوامل التي ساعدت قطر في مجال التجارة، فأنها كانت مركزا صناعيا يضم عددا من الصناعات، وأن أهلها تمتعوا بشهرة في تجارة الثروة الحيوانية، مما دفع التجار إلى الاتجاه نحوها والتعامل التجاري معها.

## المنافذ البحرية
```
تُعد «الزبارة» من الموانئ القديمة ذات الشهرة الكبيرة في التجارة البحرية، فقد ذكر عالم الجغرافيا «بطليموس» ضمن خريطته (خريطة العالم العربي) ما أسماه «قطارا»، ويُعتقد أنها إشارة إلى بلدة «الزبارة» القطرية التي اكتسبت شهرتها كأحد أهم الموانئ التجارية في منطقة الخليج العربي في ذلك الوقت،
[
13
]
 وهذا إن دل على شيء فإنما يدل على شهرة ميناء «الزبارة». 
```

ومن المنافذ البحرية المرسي المفقود، حيث يشير أحد المصادر إلى أنه عند الوصول إلى الخليج، وبعد المرور من جزائر قطر يسارا، يؤدي الدخول إلى المرسى المفقود، وهو مرسی جلیل ممكن من رياح شتى، وبه عين ماء غزير عذب، ومنه إلى ساحل «هجر» وهو أول بلاد البحرين.
من هذا النص يتضح الآتي:
1. أن هناك ميناء أسماء الإدريسي «المرسي المفقود»، ولفظ «المفقود» لا يعني «غير الموجود»، ولكن هو اسم للميناء - كما يبدو - لأنه وصفه بأنه مرسى جليل محمي من الرياح، وبه عين ماء غزيرة عذبة .
2. هذا الميناء وُجد في عهد المؤرخ الإدريسي، لأنه وصفه وصفا جميلا
3. يتمتع هذا الميناء بموقعه الممتاز المحصن من الرياح .
4. يقع هذا الميناء كما يبدو في شمال شرق قطر .

من خلال هذا يلاحظ أن أول الدخول إلى سواحل الخليج يأتي عبر بوابته «قطر»، وهو أمر طبيعي، حيث إن شبه جزيرة قطر هي الأرض البارزة في ساحل الخليج .
فضلا عن ذلك فقد كان كل من العقير والسبخة يشكلان ميناءين مهمين لقطر، فمن خلالهما كانت تصدر وتستورد البضائع والسلع المختلفة، وقد ذكر المؤرخون الرحالة أن قطر تقع بين العقير والسبخة .
وقد مثلت «سلوى» وخليجها أيضا، منفذا بحرا مهما لقطر، حيث كان لها دور كبير في العلاقة التجارية الخارجية (البرية والبحرية)، وكانت أعداد كبيرة من السنن ترسو على مرساها . وقد ظهرت الأهمية الكبرى لهذا المنفذ في عصر الدولة الجبرية (820-935ه / 1417-1525م)، حيث كانت سلوى وقطر في عصرها تشكلان إقليما واحدا يديره ابن السلطان « أجود بن زامل الجبري »، وقد كر أن السلطان «أجود بن زامل» استخدم «سلوى» في عام 880 ه / 1475م مركزا لانطلاق القوات البحرية إلى مملكة هرمز المساعدة سلغور على استعادة عرشه.

## نظام العشور
```
العشور: هي عشور التجارة التي تؤخذ على البضائع الواردة، وقد كانت العشور تحدد على أساس الوزن إذا كانت السلعة من الموزونات أو العدد إذا كانت ذات عدد؛ وتحدد أيضا على أساس نسبة معينة من الثمن الذي يقدر لكل سلعة وتسمى (المثمنات)، وفي بعض البضائع يتم أخذ نسبة معينة من السلعة ويسمى هذا القانون (المقاسم)، حيث يؤخذ الربع عليها.
وجد نظام العشور في الدولة الإسلامية، وكان يتعامل به في موانئ الديار الإسلامية، وعلى الرغم من أن المصادر صمتت عن ذكر نظام العشور في كثير من الموانئ الإسلامية وغير الإسلامية، فإنها كانت متشابهة، مع الأخذ بعين الاعتبار الفوارق في التنظيم . 
```

ويبدو أن موانئ قطر مارست النظام نفسه في الموانئ الأخرى وهو ما ذكرته كتب الرحلات لبعض الموانئ، فقبل أن تصل السفينة إلى الميناء يتجه إليها موظفو التفتيش، الذين يعرفون ب« المبشرين »، وهم يركبون السنابيق وعندما يصلون إلى السفينة يصعدون إليها للتحري وجمع المعلومات الأولية عنها وعن البضائع والركاب والأمتعة على متنها .

## أهم البضائع الصادرة والواردة
```
ثمة معلومات متناثرة في بطون كتب الرحلات والجغرافيا تذکر البضائع والسلع المحلية الفائضة التي صدرتها الموانئ الإسلامية الواقعة على الخليج العربي من موانئ قطرية وبحرينية وعمانية، أو التي استوردتها. ونرصد هنا بعض ما جاء في كتب الرحلات والجغرافيا :
```

إن البضائع والسلع المحلية التي ينقلها ويتاجر بها الخليج بشكل عام، وقطر على وجه الخصوص ، إلى اليمن وشرق إفريقيا عبر الخليج العربي هي : التمور ، والفواكه ، واللؤلؤ ، والأحجار الكريمة ، والمنسوجات المختلفة. وكانوا ينقلون أيضا بضائع بلدان الشرق الأقصى إلى شرق إفريقيا ومنها : التوابل ، والقرنفل ، وخشب الصندل ، والمسك ، وغيرها.
أما أهم البضائع والسلع التي كانت تنقل عبر الخليج العربي إلى بلدان الشرق الأقصى فهي : التمر ، والدبس ، والمنتجات الزراعية (مثل : العنب ، والنارنج، والموز)، والمنسوجات (مثل : السقلاطون ، والعمائم ، والخز ، والبز ، والوشي ، وملابس الوبر ، والصوف ، والعنبر ، والبخور)، والكندر ، والقاطر ، وأوراق التنبول ، والبن ، والوند ، والصبر ، وحجر الولادة ، والماسكة ، والنبك ، والدر (لؤلؤه ومرجانه)، والجبوة ، والمر ، والصمغ العربي الشهير ، وغيرها من السلع والبضائع المتوفرة في أقاليم الدولة العربية الإسلامية . وفضلا عن دور الموانئ العربية في نقل السلع والبضائع المحلية كانت تنقل السلع والبضائع الآتية من أوروبا وإفريقيا والمتجهة صوب شرق آسيا .
أما السلع التي جُلبت من موانئ اليمن وسواحل شرق إفريقيا فهي تلك السلع والبضائع الرائجة فيها ، خصوصا الثمينة (مثل : العاج ، والذهب ، والنحاس ، والتوابل ، والعطور ، والعبيد). وكان التجار العرب المسلمون يؤمنون حاجات الدولة العربية الإسلامية من هذه البضائع ، فضلا عن قيامهم بنقلها إلى بلدان الشرق الأقصى (حيث يشترون العاج ، ويحملونه إلى الصين)، وكان معظم واردات الهند والصين يأتي إليهم بواسطة العرب من إفريقيا ، فنقل العرب اللبان ، والبخور ، وسن الفيل ، والعاج ، والرقيق ، والذهب ، من شرق إفريقيا).
وجلب تجار العرب في رحلاتهم البحرية ، من الهند والسند والصين وغيرها من مراكز الشرق الأقصى ، ومن المحطات التجارية التي يمرون بها ، مختلف السلع والبضائع التي تحتاج إليها الدولة العربية الإسلامية . فقد جلبوا السيوف ، خصوصا الهندية المشهورة بجودتها ، والحرير ، والساج ، والقرنفل ، والفلفل ، وسروج الخيل ، والجلود ، والبهارات ، والعاج ، والقصدير ، والصندل، ومختلف المنسوجات الثمينة ، والمسك الصيني ، والفخار الصيني ، والعود الصيني ، والكافور ، والبلور ، والفيلة ، والقسط ، والقنا ، والخيزران ، والقيان ، والياقوت ، والنارجيل ، والزنجبيل ، وغيرها من السلع والبضائع الكمالية .
فضلا عن ذلك اشتهرت قطر باللؤلؤ ، وقد ذُكر أن جزيرة «ملکان» جزيرة عظيمة عريضة ، فيها العود ، والذهب ، والجوهر ، وفي بحرها اللؤلؤ، كما عُرفت قطر بأنها من أفضل البلدان في مغاص اللؤلؤ وتجارته.